# Mala Powers
Pour les articles homonymes, voir Mala et Powers.
Mala Powers, est une actrice américaine née Mary Ellen Powers, le 20 décembre 1931 à San Francisco, en Californie, aux États-Unis, et morte le 11 juin 2007 à Burbank, en Californie, aux États-Unis.

## Biographie

### Formation
Au cinéma, hormis un petit rôle enfant en 1942, Mala Powers débute véritablement en 1950, dans trois films, dont deux comptent parmi ses plus connus, Outrage et Cyrano de Bergerac (une des adaptations de la pièce éponyme d'Edmond Rostand, où elle interprète Roxane, face à José Ferrer dans le rôle-titre). Elle tourne ensuite quatorze films de 1952 à 1958, notamment cinq westerns (ainsi, Les Rôdeurs de l'aube en 1955, avec Randolph Scott). Par la suite, elle collabore à seulement neuf films, disséminés entre 1961 et 2005 (le dernier est un court métrage) — soit un total de vingt-sept films depuis 1942, majoritairement américains, excepté deux films argentins en 1976 et 1981 —, sans compter un documentaire sorti en 2002, comme narratrice (voir sa filmographie ci-dessous).

### Carrière
Au long de sa carrière, Mala Powers est surtout active à la télévision, contribuant à cinquante-trois séries (dont plusieurs séries-westerns), entre 1953 et 1978, avant une ultime apparition en 1990. À ce titre, une étoile lui est dédiée sur le Walk of Fame d'Hollywood Boulevard.
Enfin, au théâtre, elle joue une seule fois à Broadway (New York), dans la pièce Absence of a Cello, représentée de fin septembre 1964 à début janvier 1965.

### Décès
Mala Powers est morte le 11 juin 2007 d'une leucémie, à Burbank en Californie,

## Filmographie

### Au cinéma (intégrale)
Films américains, sauf mention contraire

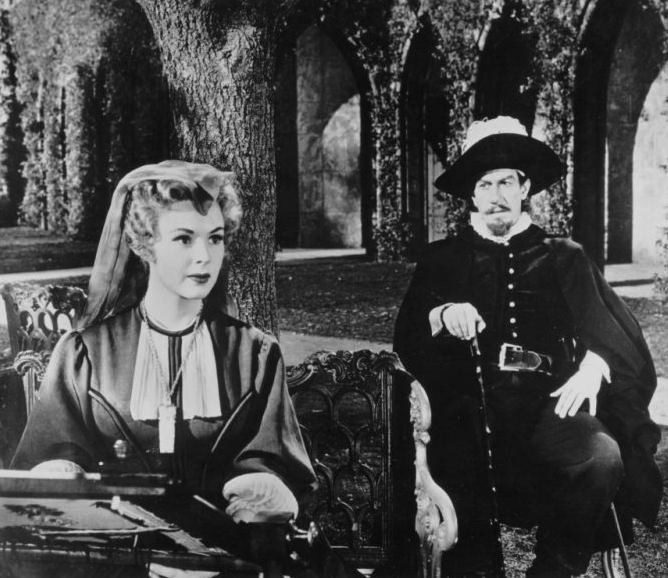
Autre vue de Cyrano de Bergerac (1950), avec José Ferrer.

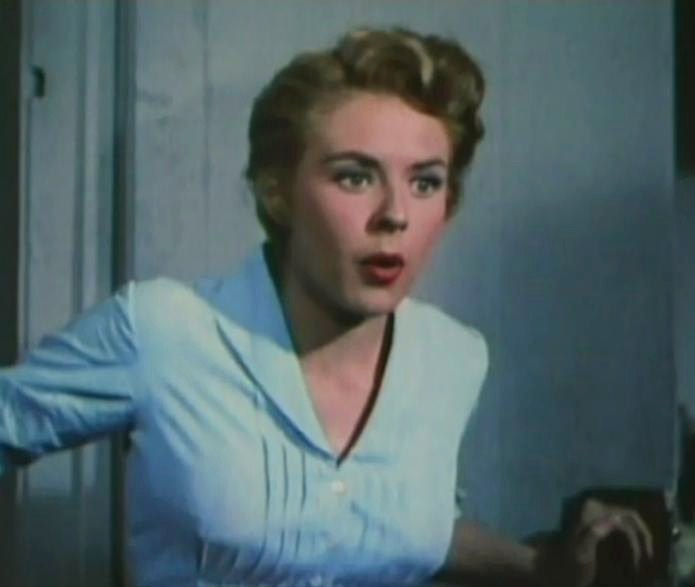
Dans Les Rôdeurs de l'aube (1955).

- 1942 : Though as They Come de William Nigh (petit rôle non crédité)
- 1950 : La Marche à l'enfer (Edge of Doom) de Mark Robson
- 1950 : Outrage (titre original) d'Ida Lupino
- 1950 : Cyrano de Bergerac (titre original) de Michael Gordon
- 1952 : Vengeance indienne (en) (The Rose of Cimarron) d'Harry Keller
- 1953 : La Cité sous la mer (City Beneath the Sea) de Budd Boetticher
- 1953 : Traqué dans Chicago (City That Never Sleeps) de John H. Auer
- 1953 : Geraldine de R. G. Springsteen
- 1954 : La Montagne jaune (The Yellow Mountain) de Jesse Hibbs
- 1955 : Les Rôdeurs de l'aube (Rage at Dawn) de Tim Whelan
- 1955 : Bengazi de John Brahm
- 1957 : Le Cavalier Tempête (The Storm Rider) d'Edward Bernds
- 1957 : The Unknown Terror de Charles Marquis Warren
- 1957 : Tammy et le célibataire (Tammy and the Bachelor) de Joseph Pevney
- 1957 : Death in Small Doses (en) de Joseph M. Newman
- 1957 : Flirt avec la mort (Man on the Prowl) d'Art Napoleon
- 1958 : Le Colosse de New York (The Colossus of New York) d'Eugène Lourié
- 1958 : Les Conquérant de la Sierra (Sierra Baron) de James B. Clark
- 1961 : Fear No More de Bernard Wiesen
- 1961 : Le Trésor de Cléopâtre (Flight of the Lost Balloon) de Nathan Juran
- 1968 : Rogue's Gallery de Leonard Horn
- 1969 : La Boîte à chat (Daddy's Gone A-Hunting), de Mark Robson
- 1972 : Armageddon 1975 (Doomsday Machine) d'Harry Hope et Lee Sholem
- 1976 : Allá donde muere el viento de Fernando Siro (film argentin)
- 1981 : Seis pasajes al infierno de Fernando Siro (film argentin)
- 2002 : Hitters d'Eric Weston
- 2002 : From Russia to Hollywood : The 100-Year Odyssey of Chekhov and Shdanoff de Frederick Keeve (documentaire ; voix, comme narratrice)
- 2005 : The Connexion de Jonathan Phillips (court métrage)

### À la télévision (sélection de séries)
- 1958 : La Grande Caravane (Wagon Train)
  - Saison 1, épisode 34 The Ruttledge Munroe Story
- 1958 : Au nom de la loi (Wanted : Dead or Alive)
  - Saison 1, épisode 10 Le Mort vivant (Til Death do us Part) de Don McDougall
- 1959 : Bonanza
  - Saison 1, épisode 8 The Phillip Diedesheimer Story de Joseph Kane
- 1959-1966 : Première série Perry Mason
  - Saison 2, épisode 27 The Case of the Deadly Toy (1959) de William D. Russell
  - Saison 3, épisode 20 The Case of the Crying Cherub (1960) de William D. Russell
  - Saison 6, épisode 9 The Case of the Weary Watchdog (1962) de Jesse Hibbs
  - Saison 7, épisode 20 The Case of the Frightened Fisherman (1964)
  - Saison 9, épisode 20 The Case of the Scarlet Scandal (1966)
- 1960-1961 : Le Monde merveilleux de Disney (The Wonderful World of Disney ou Disneyland)
  - Saison 7, épisode 7 Daniel Boone : The Warrior's Path (1960) de Lewis R. Foster, épisode 8 Daniel Boone : And Chase the Buffalo (1960) de Lewis R. Foster, épisode 19 Daniel Boone : The Wilderness Road (1961) et épisode 20 Daniel Boone : The Promised Land (1961)
- 1961 : Maverick
  - Saison 4, épisode 19 Dutchman's Gold de Robert Douglas
- 1962 : Rawhide
  - Saison 4, épisode 25 A Woman's Place de Jus Addiss
- 1964 : Le Jeune Docteur Kildare (Dr Kildare)
  - Saison 3, épisode 15 A Willing Suspension of Disbelief
- 1965 : Des agents très spéciaux (The Man from U.N.C.L.E.)
  - Saison 2, épisode 11 Ni vin, ni champagne (The Virtue Affair) de Jud Taylor
- 1965-1966 : Adèle (Hazel)
  - Saison 5, dix épisodes : rôle de Mona Williams
- 1966 : Les Mystères de l'Ouest (The Wild Wild West)
  - Saison 2 épisode 4, La Nuit des Masques (The Night of the Big Blast), de Ralph Senensky : Lily Fortune
- 1967 : Mission impossible (Mission : Impossible)
  - Saison 1, épisode 16 Le Choix (The Reluctant Dragon)
- 1967 : Daniel Boone
  - Saison 3, épisode 20 When I became a Man, I part away Childish Things d'Earl Bellamy
- 1967 : Mon ami Ben (Gentle Ben)
  - Saison 1, épisode 1 Hurricane coming
- 1967-1968 : Ma sorcière bien-aimée (Bewitched)
  - Saison 4, épisode 6 Folie de jeunesse (No Zip in my Zap, 1967) de Richard Kinon
  - Saison 5, épisode 13 La Leçon de courtoisie (Instant Courtesy)
- 1970 : L'Homme de fer (Ironside)
  - Saison 4, épisode 4 The People against Judge McIntyre d'Abner Biberman
- 1977 : Switch
  - Saison 2, épisode 16 Camera Angles
- 1978 : Drôles de dames (Charlie's Angels)
  - Saison 2, épisode 26 Antiquités en tous genres (Antique Angels)
- 1990 : Arabesque (Murder, she wrote)
  - Saison 7, épisode 4 Oraisons funèbres (Hannigan's Wake) de Vincent McEveety

## Théâtre (à Broadway)
- 1964-1965 : Absence of a Cello, pièce d'Ira Wallach, avec Fred Clark, Charles Grodin, Murray Hamilton